# Valcava (Torre de' Busi)
Valcava [valˈkaːva] (Alcàa [alˈkaa] o Valcàa [valˈkaa] in dialetto bergamasco) è una località montana, frazione del comune di Torre de' Busi (Bergamo), a 1200m di altitudine sul crinale prealpino orobico tra il Monte Tesoro (1432 m s.l.m.) e il Monte Linzone (1392 m s.l.m.) posta sotto il monte Pizzo (1400 m s.l.m.).
È nota soprattutto per essere un valico stradale (valico di Valcava) che collega la Valle San Martino, e dunque la zona del Lecchese, con la Valle Imagna in territorio bergamasco, nonché per essere sede di innumerevoli installazioni radiotelevisive, in quanto posta in posizione dominante la pianura padana settentrionale e la zona del milanese.
Durante le giornate limpide, senza nebbia, nuvole, foschia dalle vette e dai pascoli di Valcava è possibile vedere persino la madonnina del Duomo di Milano, e tutti grattacieli. In oltre è possibile vedere anche l'imponente monte Rosa (4634 m s.l.m.) e proseguendo tutte le prealpi e alpi sino alla catena montuosa degli appennini. Tutto questo perché Valcava è un balcone lombardo, la vista che offre questo posto è unica.
Occupa anche un piccolo posto nella storia degli sport invernali, essendo stata tra le prime stazioni sciistiche della Lombardia e delle Alpi Centrali, attiva fino ai tardi anni settanta, servita da una storica funivia con partenza a Torre de' Busi, progettata dall'ing. Luis Zuegg e aperta nel 1928, questa fu la prima funivia di Lombardia e seconda in tutta Italia: dell'impianto si conservano ad oggi la stazione di arrivo a Valcava e, in essa, una delle cabine.

## Centro trasmittente di Valcava
Valcava ospita uno dei più importanti e strategici centri di trasmissione radiotelevisivi in Italia, che copre gran parte della Pianura Padana (gran parte della Lombardia, inclusa la grande area metropolitana di Milano e Monza, e buona parte del Piemonte).